# Eria ringens
Eria ringens là một loài thực vật có hoa trong họ Lan. Loài này được Rchb.f. mô tả khoa học lần đầu tiên vào năm 1855.